# Dorota Witrowa-Rajchert
Dorota Maria Witrowa-Rajchert (ur. 1959) – polska profesor nauk rolniczych. Specjalizuje się w zagadnieniach z zakresu technologii żywności i żywienia, w tym inżynierii żywności, suszarnictwa, właściwościach fizycznych żywności. Zajmuje się też badaniem innowacyjnych technik przetwarzania produktów żywnościowych pulsacyjnym polem elektrycznym i ultradźwiękami. Członek honorowy Polskiego Towarzystwa Technologów Żywności, członek korespondent Wydziału Nauk Biologicznych i Rolniczych Polskiej Akademii Nauk od 2019 roku. Wykładowca i profesor na Wydziale Technologii Żywności Szkoły Głównej Gospodarstwa Wiejskiego w Warszawie, członek rady naukowej Instytutu Agrofizyki im. Bohdana Dobrzańskiego PAN, Instytutu Genetyki i Biotechnologii Zwierząt PAN (kadencja 2023-2026), Instytutu Rozrodu Zwireząt i Badań Żywności PAN (kadencja 2023-2026) oraz Rady Naukowej przy Polskiej Federacji Producentów Żywności.
Absolwentka Wydziału Technologii Żywności SGGW, na tej uczelni uzyskała również wszystkie stopnie naukowe. Doktoryzowała się w 1990 roku na podstawie pracy zatytułowanej Wpływ procesu suszenia konwekcyjnego na właściwości rekonstrukcyjne uzyskanego suszu na przykładzie marchwi. Habilitację uzyskała w 2000 roku pisząc rozprawę pt. Rehydracja jako wskaźnik zmian zachodzących w tkance roślinnej w czasie suszenia.
Tytuł profesora nauk rolniczych nadano jej w 2006 roku.
Autorka i współautorka ponad 250 oryginalnych prac naukowych

## Książki
Jest współautorką następujących pozycji książkowych:
- Jakość i bezpieczeństwo żywności: uwarunkowania surowcowe, technologiczno-produkcyjne i prawne[12]
- Wybrane zagadnienia obliczeniowe inżynierii żywności[13] (współpraca)
- Wybrane aspekty oceny jakości surowców, dodatków i produktów żywnościowych[14]

## Nagrody i wyróżnienia
Uhonorowana m.in.:
- Srebrnym Medalem za Długoletnią Służbę
- Odznaką Honorową Za zasługi dla SGGW
- Nagrodą Polskiej Federacji Producentów Żywności Pro Polonia Opulenta
- Medalem Komisji Edukacji Narodowej